# Gurmat
Gurmat est un mot qui est dans son sens principal un synonyme de sikhisme. Gurmat est l'amalgame de deux mots: gur pour gourou, et, mat du sanskrit: mati: conseils, principes.
Littéralement gurmat signifie la doctrine du gourou. Il désigne donc la doctrine, les prescriptions et la direction de la foi sikhe. À côté de l'aspect théologique, le mot gurmat désigne aussi le style de vie des sikhs à travers les âges.